# Zbigniew Boniek
Zbigniew Kazimierz Boniek (/'zbigɲɛf 'bɔɲɛk/) (sinh 3 tháng 3 năm 1956 tại Bydgoszcz) là một cựu cầu thủ và huấn luyện viên bóng đá người Ba Lan. Boniek được Pelé xếp vào danh sách 125 cầu thủ còn sống xuất sắc nhất và FIFA bình chọn là một trong 100 cầu thủ xuất sắc nhất mọi thời đại.

## Sự nghiệp cầu thủ
Boniek khởi đầu sự nghiệp cầu thủ tại đội trẻ Zawisza Bydgoszcz và sau đó là đội chính của Widzew Łódź. Ông chuyển tới câu lạc bộ hàng đầu của Ý Juventus năm 1982. Cùng năm đó ông cùng đội tuyển Ba Lan giành huy chương đồng tại World Cup 1982. Với Juventus ông có được các danh hiệu Cúp C2 châu Âu và Siêu Cúp châu Âu năm 1984 và Cúp C1 châu Âu năm 1985.
Boniek khoác áo Ba Lan 80 lần và ghi được 24 bàn thắng, có mặt trong 3 vòng chung kết World Cup: 1978, 1982 và 1986. Sau khi giã từ sự nghiệp cầu thủ tại A.S. Roma năm 1988 ông chuyển sang kinh doanh.
Là một cầu thủ, Boniek nổi tiếng với kĩ thuật siêu hạng, cách di chuyển thông minh và sự tăng tốc nhanh chóng. Ông cũng là một trong những cầu thủ dắt bóng tốt nhất tại thời điểm còn thi đấu.
Chủ tịch câu lạc bộ Juventus từng đặt cho ông biệt danh Bello di notte (Vẻ đẹp ban đêm) vì những màn trình diễn của ông ở những trận đấu buổi tối.

## Sự nghiệp huấn luyện viên
Boniek làm huấn luyện viên phần nhiều tại các câu lạc bộ Ý, Lecce năm 1990-91, Bari năm 1991-92, Sambenedettese năm 1992-93, và Avellino năm 1994-96.
Sau đó, Boniek nhận chức vụ phó chủ tịch Hiệp hội bóng đá Ba Lan, và tháng 7 năm 2002 ông đồng ý làm huấn luyện viên đội tuyển Ba Lan. Ông từ chức chỉ 5 tháng sau đó (tháng 12 năm 2002) với chỉ 5 trận (2 thắng, 1 hoà, 2 thua).

## Danh hiệu

### Câu lạc bộ

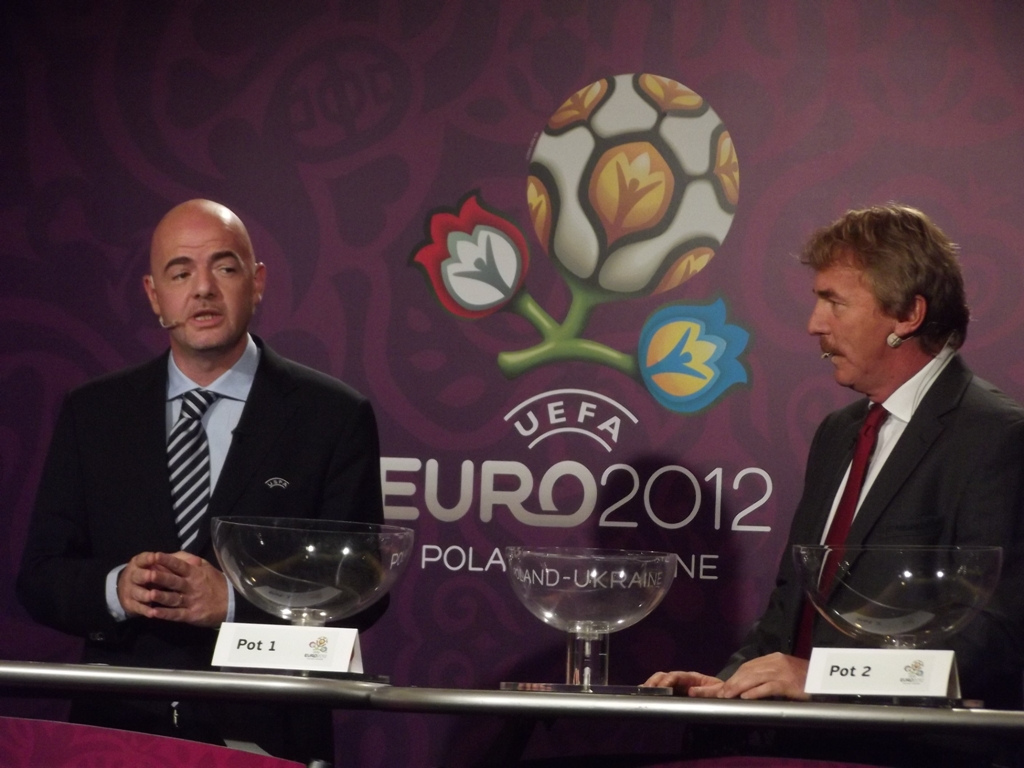
Boniek (right) in 2011.

Widzew Łódź
- Ekstraklasa: 1980–81, 1981–82

Juventus
- Serie A: 1983–84
- Coppa Italia: 1982–83
- European Cup: 1984–85
- European Super Cup: 1984
- European Cup Winners' Cup: 1983–84

Roma
- Coppa Italia: 1985–86

## Trong văn hóa
Tên ông được người Việt Nam thập niên 1980 coi là khẩu ngữ chỉ sự luộm thuộm, vô nguyên tắc trong lao động: Bô-nhếch, đồng âm với "Boniek" (Polack).